# Huperzia selago

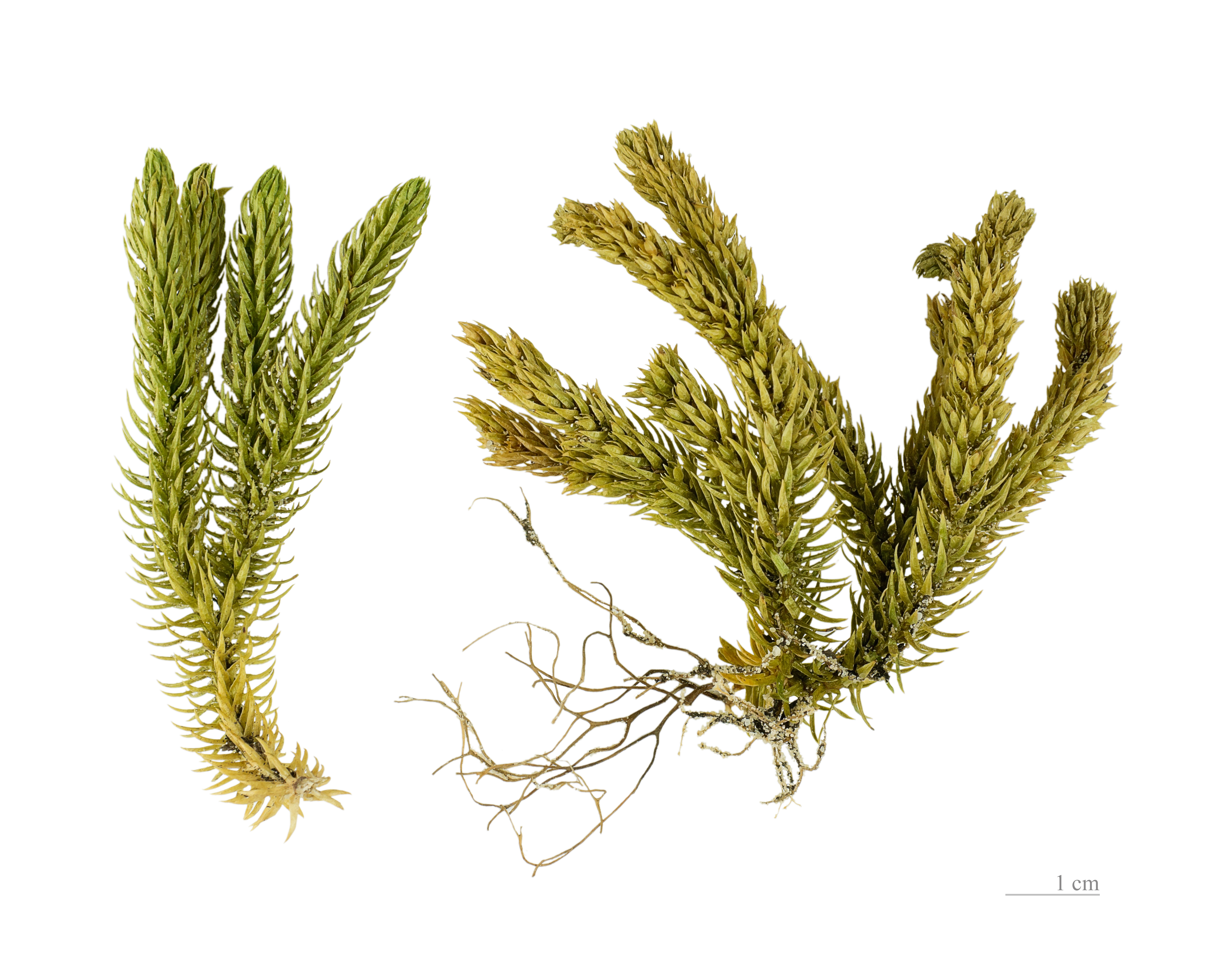
Huperzia selago

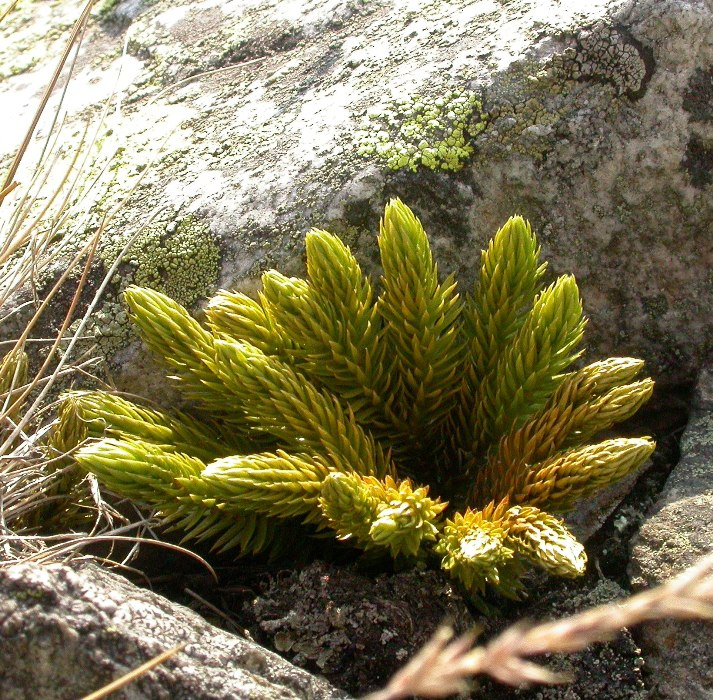
En su hábitat

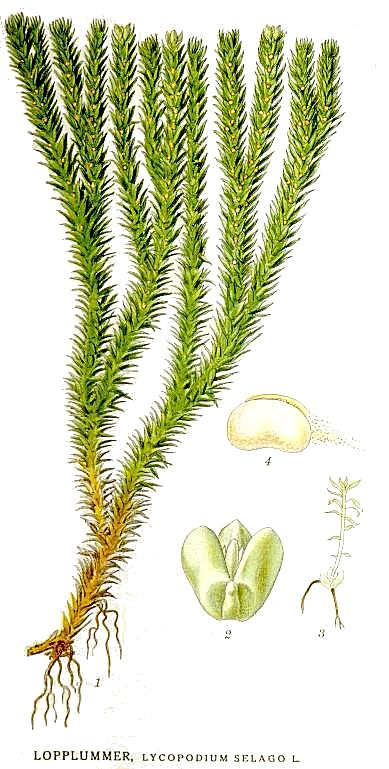
Ilustración

Huperzia selago, musgo derecho, es una especie de planta herbácea perteneciente a la familia Lycopodiaceae. 

## Descripción
Es una hierba perenne (caméfito) con los tallos postrados, herbáceos, de 5 a 30 cm y ramificados dicotómicamente en ramas ascendentes. Las microfilarias son lanceoladas-lineares, agudas, y se disponen en 6-8 filas helicoidales, muy imbricadas, cubriendo el tallo. Las esporofilas se disponen en la parte distal de los tallos y no forman estróbilos. Los esporangios son axilares y reniformes con esporas tetraédricas.

## Distribución
Se distribuye por las zonas templadas y frías del Hemisferio Norte, Macaronesia, Australia, Tasmania y Nueva Zelanda. Extiende por gran parte de las montañas de Europa, llegando por el sur al norte de la península ibérica y Grecia. No es rara en los Pirineos (del Valle de Arán al Alto Ampurdán, macizo de las Salinas), pero es muy rara en Montseny.

## Usos
Era una de las plantas recolectadas en lomas turbas para sus ceremonias religiosas. Extraían el agua para curar diversas enfermedades, como la gripe. Es amargo y saladoastringente. En dosis altas es fuertemente tóxico. 

## Taxonomía
Huperzia selago fue descrita por (L.) Bernh. ex Schrank & Mart. y publicado en Hort. Reg. Monac.: 3 (1829)
Etimología
Huperzia: nombre genérico otorgado en honor del botánico Johann Meter Huperz que estudió la propagación de los helechos a principios del siglo XIX. 
selago: epíteto que proviene del latín y era el nombre de un grupo de licopodios.
Sinónimos
- Lycopodium selago L.
- Mirmau selago (L.) H.P. Fuchs
- Plananthus selago (L.) P. Beauv.
- Urostachys selago (L.) Herter

var. appressa (Desv.) Ching
- Lycopodium appressum (Desv.) Petrov

subsp. dentata (Herter) Valentine
- Lycopodium dentatum Herter	[3]